# Stefano Mazzonis di Pralafera
Stefano Mazzonis di Pralafera, est un metteur en scène et directeur d’opéra italien, né le 24 juin 1948 à Rome, et mort le 7 février 2021 à Liège.
Il est directeur général et artistique de l’Opéra Royal de Wallonie-Liège de 2007 à 2021.

## Biographie
Stefano Mazzonis di Pralafera naît à Rome en 1948. Il est issu de la noblesse italienne. Il est juriste de formation et a commencé sa carrière à Rome.
Il a été nommé surintendant du Teatro Comunale di Bologna (Théâtre municipal de Bologne) en 2004,.
À la suite d’un concours, il devient directeur général et artistique de l’Opéra Royal de Wallonie-Liège en 2007 . 
Il a mis en scène les opéras du répertoire italien du XIXe siècle (Verdi, Puccini, Rossini, Donizetti, etc).
Stefano Mazzonis di Pralafera meurt à 72 ans, le 7 février 2021 d’un cancer foudroyant. Son mandat devait prendre fin le 31 juillet 2022.

## Distinction
Stefano Mazzonis a été fait citoyen d’honneur de la ville de Liège en 2019, en reconnaissance de « l’excellence du travail accompli » à l’Opéra Royal de Wallonie,.